# Sphinx poecila
The Poecila Sphinx (Sphinx poecila) là một loài bướm đêm thuộc họ Sphingidae. Nó được tìm thấy ở Newfoundland và Maine phía nam đến Pennsylvania và phía tây đến Michigan, đông bắc Illinois và Wisconsin.
Sải cánh dài 68–95 mm.
Ấu trùng ăn Rosa carolina, Picea glauca, Larix laricina và Alnus, Malus, Myrica và Vaccinium species.